# 1810년대
1810년대는 1810년부터 1819년까지를 가리킨다.

## 사건과 동향
- 1811년 - 조선에서 홍경래의 난이 일어남.
- 1813년 - 청나라에서 계유지변이 일어남.
- 1815년 - 나폴레옹 전쟁의 전후 처리 시작.